# Winneconne
Winneconne é uma vila localizada no estado norte-americano de Wisconsin, no Condado de Winnebago.

## Demografia
Segundo o censo norte-americano de 2000, a sua população era de 2401 habitantes.
Em 2006, foi estimada uma população de 2478, um aumento de 77 (3.2%).

## Geografia
De acordo com o United States Census Bureau tem uma área de
5,2 km², dos quais 4,1 km² cobertos por terra e 1,1 km² cobertos por água.

## Localidades na vizinhança
O diagrama seguinte representa as localidades num raio de 24 km ao redor de Winneconne.